# Гвахария, Нодар Валерьянович
Нода́р Валерья́нович Гваха́рия (груз. ნოდარ გვახარია; 16 апреля 1932 или 3 февраля 1932, Тифлис — 14 ноября 1996, Тбилиси) — советский ватерполист — подвижный нападающий, бронзовый призёр Олимпийских игр. Заслуженный мастер спорта СССР (1960), заслуженный тренер СССР.

## Биография
Выступал за тбилисское «Динамо» (1948—1951, 1956—1961) и московское «Динамо» (1951—1956), за сборную СССР выступал с 1951 по 1960 год. Чемпион СССР (1955), серебряный (1952, 1953, 1954, 1960) и бронзовый призёр (1958, 1959) чемпионатов СССР, серебряный призёр летней Спартакиады народов СССР 1956 года (в составе сборной Грузинской ССР). Окончил Грузинский институт физической культуры (1958). 
На Олимпийских играх 1956 года в составе сборной СССР выиграл бронзовую медаль. На турнире Гвахария провёл 4 матча и забил 4 гола. В 1958 году стал бронзовым призёром чемпионата Европы в Будапеште. Победитель Международных дружеских спортивных игр молодёжи (1953), обладатель Кубка Италии (1957). 
После завершения карьеры перешёл на тренерскую работу, был главным тренером тбилисского «Динамо» (1960—1967), старшим тренером сборной СССР (1962—1964). Серебряный (1960, 1962, 1963) и бронзовый (1964, 1966) призёр чемпионата СССР. 
С 1977 по 1982 год работал заместителем председателя грузинского совета спортивного общества «Динамо».
С 2011 года в Тбилиси ежегодно проводится международный турнир среди юношей на Кубок Нодара Гвахария.

## Награды
- Медаль «За трудовую доблесть» (27.04.1957) — «за успехи, достигнутые в деле развития массового физкультурного движения в стране, повышения мастерства советских спортсменов, и успешное выступление на международных соревнованиях»